# Germany 12 Points 2022
La terza edizione di Germany 12 Points si è tenuta il 4 marzo 2022 presso lo Studio Berlin Adlershof di Berlino e ha selezionato il rappresentante della Germania all'Eurovision Song Contest 2022.
Il vincitore è stato Malik Harris con Rockstars.

## Organizzazione
Il 19 marzo 2021 l'emittente radiotelevisiva pubblica Norddeutscher Rundfunk (NDR) ha confermato la partecipazione della Germania all'Eurovision Song Contest 2022 a Torino. Il 3 novembre successivo è stata annunciata l'organizzazione, per la prima volta dal 2019, di un programma di selezione pubblico per il rappresentante nazionale, provvisoriamente intitolato Unser Lied für Turin. Dal giorno successivo è stato possibile inviare all'emittente proposte per il concorso entro la fine del mese.
Tutti i dettagli relativi al programma di selezione, ora chiamato Germany 12 Points (nome già utilizzato nel 2004 e nel 2005), sono stati svelati il 18 gennaio 2022. L'evento si è tenuto in un'unica serata il 4 marzo 2022 allo Studio Berlin Adlershof di Berlino con la conduzione di Barbara Schöneberger e ha visto sei artisti competere per la possibilità di rappresentare il proprio paese a Torino. I risultati sono stati decisi unicamente dal pubblico, che ha potuto votare via chiamata, SMS e online. Il voto online, condotto sui siti web delle nove maggiori stazioni radiofoniche regionali tedesche, è stato avviato il 28 febbraio ed è rimasto aperto fino all'inizio dell'evento stesso.

## Partecipanti
I concorrenti e i relativi brani sono stati scelti da una commissione interna fra le 944 proposte ricevute e sono stati rivelati il 10 febbraio 2022.
| Artista                 | Titolo         | Lingua           | Compositori |
| ----------------------- | -------------- | ---------------- | --- |
| Emily Roberts           | Soap           | Inglese          | Emily Roberts, Andreas Öhrn, Didrik Thott, Simon Wangemann                                                                         |
| Eros Atomus             | Alive          | Inglese          | Eros Atomus, Eike Freese, Marcel Zürcher                                                                                           |
| Felicia Lu              | Anxiety        | Inglese          | Felicia Lu Kürbiß |
| Maël & Jonas            | I Swear to God | Inglese          | Jonas Brochhausen, Maël Brunner |
| Malik Harris            | Rockstars      | Inglese          | Malik Harris, Marie Kobylka, Robin Karow                                                                                           |
| Nico Suave & Team Liebe | Hallo Welt     | Tedesco, inglese | Nico Suave, Toni Mudrack, Niklas Esterle, Jan Dettwyler, Volker Neumüller, Buket, Joshua Stolten, Dominik Köhl, Johannes Arzberger |

## Finale
La finale si è tenuta il 4 marzo 2022 presso lo Studio Berlin Adlershof di Berlino ed è stata presentata da Barbara Schöneberger. L'ordine di uscita è stato reso noto il 23 febbraio 2022. 3 250 000 telespettatori hanno seguito l'evento dal vivo trasmesso sulle undici stazioni televisive regionali e nazionali.
A vincere il televoto e il voto online sono stati rispettivamente Malik Harris e Maël & Jonas; in seguito della somma delle votazioni Malik Harris è stata proclamato vincitore.
| # | Artista                 | Titolo         | Punteggio | Punteggio | Punteggio | Posizione |
| # | Artista                 | Titolo         | Televoto  | Online    | Totale    | Posizione |
| - | ----------------------- | -------------- | --------- | --------- | --------- | --------- |
| 1 | Malik Harris            | Rockstars      | 118       | 90        | 208       | 1         |
| 2 | Maël & Jonas            | I Swear to God | 79        | 106       | 185       | 2         |
| 3 | Eros Atomus             | Alive          | 70        | 53        | 123       | 5         |
| 4 | Emily Roberts           | Soap           | 7         | 46        | 53        | 6         |
| 5 | Felicia Lu              | Anxiety        | 65        | 74        | 139       | 4         |
| 6 | Nico Suave & Team Liebe | Hallo Welt     | 94        | 63        | 157       | 3         |